# رود ترنت
رود ترنت رودی است به هامبر می‌ریزد. این رود از کشور بریتانیا می‌گذرد.